# Unterlüß
Unterlüß là một đô thị ở huyện huyện Celle, trong bang Niedersachsen, nước Đức. Đô thị Unterlüß có diện tích 77,53 km². Đô thị này có cự ly khoảng 30 km về phía đông bắc của Celle, và 25 km về phía tây nam của Uelzen.